# Diphucephala pubiventris
Diphucephala pubiventris är en skalbaggsart som beskrevs av Hermann Burmeister 1855. Diphucephala pubiventris ingår i släktet Diphucephala och familjen Melolonthidae. Inga underarter finns listade i Catalogue of Life.